# Société anonyme belge de constructions aéronautiques
La SABCA (Société Anonyme Belge de Constructions Aéronautiques) est l’un des principaux fournisseurs mondiaux de produits aérospatiaux multitechnologiques de niveau 1, jusqu'au début 2020 filiale du groupe Dassault qui veut s'en séparer depuis 2019. Au service des plus grands constructeurs d'avions et de lanceurs spatiaux, SABCA conçoit, développe, fabrique et assure la maintenance des composants et systèmes des avions et des lanceurs. La société déploie son expertise au travers de 4 Business Units - Assemblages intégrés, Systèmes d'actionnement, MRO (Maintenance, Repair & Overhaul) et Unmanned Systems. Ce faisant, SABCA offre une gamme complète de services aux marchés de l’aviation civile, de l’espace et de la défense, et ses activités étendues au marché des Unmanned Autonomous Systems commerciaux comprennent l’intégration de solutions solutions aurospace grade pour l’industrie.
En 2018, elle a réalisé un chiffre d'affaires de 186 millions d'euros. Filiale du Groupe Dassault et cotée sur le marché boursier d'Euronext (EBR : SAB), la société exerce ses activités dans les trois régions belges (Haren-Bruxelles en Région de Bruxelles-Capitale, Gosselies-Charleroi en Wallonie et Lummen en Flandre) et dispose d'un établissement au Maroc (Casablanca).

## Histoire

### Début

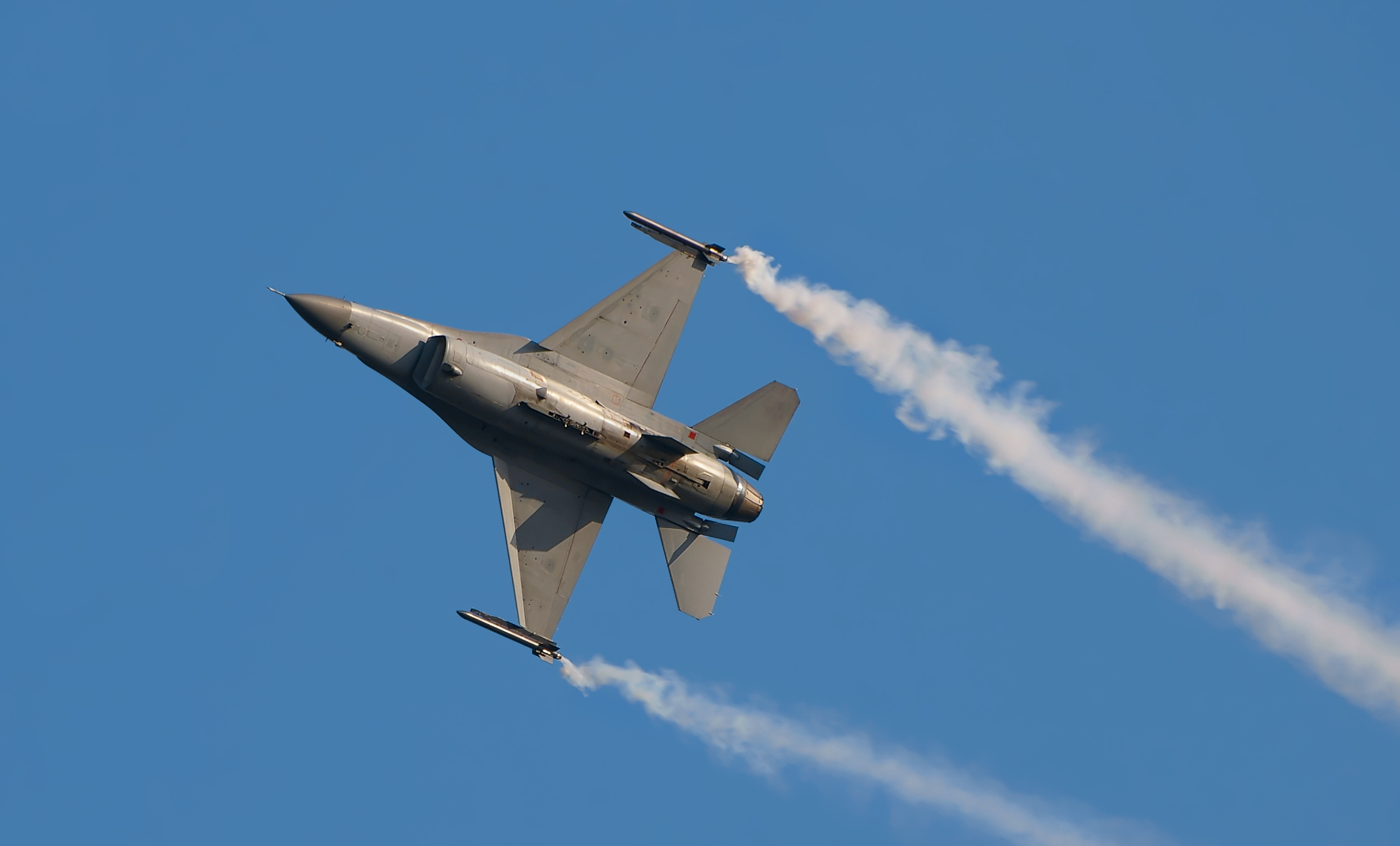
Un F-16 belge.

La SABCA est fondée à Haren le 16 décembre 1920 par Georges Nélis, lieutenant durant la Première Guerre mondiale et père de l’aviation civile et de l’industrie aéronautique en Belgique. La création de la Société Anonyme Belge de Constructions Aéronautiques s’inscrit dans un projet plus vaste d’Expansion belge par l’aviation (voir SNETA, la future SABENA), qui est piloté par Nélis lui-même et bénéficie des appuis du roi Albert. À sa fondation, le gouvernement belge s’engage à passer commande à la SABCA pour un montant de 6 millions de francs belges chaque année, ce qui fait de la société de constructions aéronautiques le fournisseur exclusif de l’Armée de l’air belge et de la SNETA. À ce titre, les premières activités de la SABCA pour le compte de l’Etat belge sont l’entretien et la réparation des avions réquisitionnés par les Allemands durant la Première Guerre mondiale. Ensuite vient la construction sous licence des plateformes Morane-Saulnier MS.35, Fokker F-VII, de Havilland DH-9, Ansaldo A.300/40, Nieuport 29C.1 et Avro 504K. Parallèlement à la production sous licence, SABCA développe également des constructions propres, notamment de navires à destination du Congo Belge, mais cette activité resta marginale comparée à la construction sous licence.

### Seconde Guerre mondiale
Durant la guerre, l’usine SABCA de Haren est réquisitionnée par l’occupant allemand et exploitée par l’industrie Ella. Au moment de la libération, les usines SABCA sont brûlées. 

### Guerre Froide
Durant les premières années d’après-guerre, les activités de la SABCA se limitent à l’entretien des appareils militaires belges. Ce n’est qu’en 1952 qu’elle décroche un nouveau contrat de révision de moteurs à réaction et des F-84. Au même moment, la société aéronautique est sollicitée pour la construction sous licence du Hawker Hunter, du F-104 Starfighter (101 version G) et puis du F-16 (160 de 1975 à 1985). Ces contrats mènent à l’ouverture d’un nouveau site SABCA en 1955, à l’aéroport de Charleroi (Gosselies).
Sans cesse à la recherche de diversification, SABCA figure parmi les premiers participants au Programme Spatial Européen qui puise ses origines au milieu des années 1970. C’est ainsi que depuis cette époque, l’entreprise belge conçoit et fabrique des composants majeurs, parmi lesquels des pièces de structure et des servo-commandes, pour les lanceurs Ariane et Vega et le Spacelab européen.  
En 1989, les activités de la SABCA pour le compte de l’aviation civile prennent réellement leur envol avec la signature d'un premier contrat de partage des risques avec Airbus. À dater de cet instant, SABCA est sélectionnée comme partenaire pour tous les nouveaux programmes Airbus, dont le mythique A380, l'A400M et le nouvel A350 XWB. 
Parallèlement, SABCA conçoit et produit également des sous-ensembles métalliques et composites pour les programmes Dassault (900/2000/7X et SMS) et Gulfstream.

## Temps présent
L'année 1992 marque un nouveau tournant dans l’histoire de SABCA avec la création d’une filiale à 100% : SABCA Limburg nv. Implantée à Lummen, l’usine limbourgeoise est spécialisée dans la production de matériaux composites high-tech. Forte de cette spécialisation, SABCA Limburg fournit aujourd’hui des composants structurels pour l’Airbus A350, A400M et Gulfstream 650. 
Vingt ans plus tard, une nouvelle infrastructure vient compléter l’écosystème SABCA. Le Groupe SABCA inaugure une usine au Maroc, à Casablanca, qui concentre différents centres d’excellence afin d’offrir une solution toujours plus compétitive à ses clients et au marché. Baptisée SABCA Maroc, l’activité marocaine connaît une expansion continuelle grâce à la demande croissante.
À l’aube de son centenaire, SABCA investit le marché des drones en 2018 en mettant au point un écosystème pour les systèmes autonomes sans pilote qui répond aux normes de l'aviation en vue d’effectuer des missions essentielles à la sécurité, comme les vols au-dessus de zones densément peuplées, l'inspection des éoliennes en mer, la surveillance maritime, l’intervention en milieu offshore, ou encore le transport médical. Pour ce faire, SABCA offre à ses partenaires une gamme de services tels que la conception de drones, l'intégration de charges utiles, les essais au sol et en vol, la qualification et la certification des drones, l'inspection, l'entretien et les activités de réparation. SABCA intervient en tant que gestionnaire de flotte ou support aux opérateurs.
Membre du consortium SAFIR aux côtés de 12 autres entreprises belges publiques et privées, SABCA contribue également depuis 2018 au processus réglementaire de l'UE pour les drones. En 2019, l’équipementier aéronautique signe un accord de collaboration avec Deme Offshore, filiale du groupe de dragage et d’ingénierie marine spécialisée dans l’éolien en mer, en vue de développer et déployer des services de surveillance et d’inspection des éoliennes en mer au moyen de drones. Plus tard la même année, au mois d’octobre, l’entreprise belge opère son premier vol médical 100% autonome avec son drone X8 dans le cadre du consortium Helicus Aéro Initiative.
En 2021, La SABCA fournit les actionneurs de gouverne du cargo dirigeable géant conçu par la start-up française Flying Whales et qui devrait voler en 2024.

## Actionnariat et chiffres clés
Dans les années 1960, le Groupe Dassault-Breguet Aviation prend une participation majoritaire dans SABCA. Les autres actions sont détenues entre autres par Fokker-VFW, et reviennent ensuite à Stork après la faillite de Fokker. En 2012, Arle Capital, propriétaire de Stork, transfère sa division aéronautique à Fokker Technologies, après quoi elle sera vendue au GKN britannique en 2015.
En 2018, SABCA a réalisé un chiffre d’affaires de 186 millions d’euros et engendré un bénéfice net de 5,2 millions d’euros.
En mars 2019, Fokker vend sa participation de 43,57% au groupe Dassault. SABCA devient alors une filiale à 96,85% du groupe Dassault, le solde des actions de 3,15% étant coté sur le marché d’Euronext. Néanmoins, en avril 2019, Dassault annonce qu'il veut se séparer de la totalité de ses parts. Le 7 février 2020, la Société fédérale de participations et d'investissement (SFPI) et Sabena Aerospace concluent un accord pour racheter en coentreprise les parts de Dassault pour 74,5 millions d'euros, ce qui se concrétise mi-2020. 
L’entreprise belge emploie plus de 1 000 personnes à travers ses trois sites belges et son infrastructure marocaine.

## Structure interne
La Société de Constructions Aéronautiques Belge déploie son expertise à travers trois divisions appelées Business Units :
- Integrated assemblies (IAS) : conception de pièces structurelles métalliques complexes et d’ensembles intégrés construits à partir de solutions multitechnologiques. Ces activités, qui répondent aux besoins des marchés de l’aviation civile et militaire, et spatial, s'effectuent sur les sites de Bruxelles, Lummen et Casablanca.

- Actuation Systems (ACT) : l’usine de Bruxelles abrite la production, le test et l’assemblage d’ensembles de très haute précision, de servo-commandes et éléments similaires, et de cartes électroniques. Avant d’être mis en service, les différents éléments sont assemblés et testés moyennant des essais portant sur la réponse électrique, la pression hydraulique, l’étanchéité sous vide, les vibrations, la réponse dynamique, etc.

- Unmanned Aerial Systems (UAS) : la division Unmanned Systems de la SABCA s'appuie sur une expérience acquise depuis 1920 pour offrir une gamme de services tels que la conception de drones, l'intégration de charges utiles, les essais au sol et en vol, la qualification et la certification des drones, l'exploitation et l'inspection, la maintenance et la réparation.

Avant la fusion avec Sabena Engineering, SABCA était aussi participante dans la BU suivante:
- Maintenance, Repair, Overhaul & Upgrades (MRO & Upgrades) : forte d’une expertise de plus de 50 ans[Quand ?] en la matière, SABCA propose un large panel de services aux forces aériennes du monde entier. La division MRO & Upgrades basée à Charleroi assure la maintenance, la réparation, la révision et la mise à niveau d’avions et de leurs composants, les services d'ingénierie, la gestion des pièces de rechange, le support de l'équipe AOG (Aircraft On Ground), la gestion des obsolescences, etc., autant de solutions de soutien disponibles pour les chasseurs, les entraîneurs, les hélicoptères et bientôt les drones stratégiques.

## Produits

### Constructions propres
- Julien (SJ-1) ou Junior (planeur)
- Castar (1923, planteur conçu par Poncelet)
- Camgul (±1925, avion d’entraînement biplace, monomoteur conçu par Cambier et Jef Guldentops)
- S-2 Sport (1926, monoplan à aile haute)
- S-11 (1931, avion de transport à triple motorisation, un prototype construit)
- S-12 (avion commercial)
- S-20 (1935, monoplan à aile haute)
- S-30 (1936)
- S-45bis (construction sous licence du Caproni Ca.-135bis)
- S-46 (construction sous licence du Caproni Ca.310 "Libeccio")
- S-47 (1938, avion de combat biplace basé sur l’Italien Caproni Ca 335 "Maestrale")
- S-48 (type-aanduiding pour la licence du Caproni Ca-312)
- S-40E (1939, avion d’entraînement biplace, tweezits trainer, monomoteur)
- Pour le compte d’autres constructeurs :
- Demonty-Poncelet Cyrano, (1924, monomoteur, deux places côte-à-côte), aussi connu sous le nom de limousine Demonty-Poncelet, renommé SABCA DP en 1925)
- Poncelet Vivette, (1924, planeur)
- Renard Epervier (± 1927, chasseur monomoteur, 1 exemplaire)
- LACAB T.7 (1934, avion d’entraînement, monomoteur, biplan)

### Sous licence
- Kassel 12 (planeur)
- Handley Page W.8E/F (14 ex.)
- Morane-Saulnier MS.35
- Morane-Saulnier MS.236 (± 20 ex.)
- De Havilland 50A
- De Havilland DH-9
- Breguet BR19 (146 ex.)
- Fokker F-VIIb-3m (29 ex.)
- Savoia Marchetti S.73 (17 ex.)
- Ansaldo A.300/40 (45 ex.)
- Nieuport 29C.1 (88 ex.)
- Avro 504K (28 ex.)
- Avro 626 Prefect (4 ex.)
- Fairey Fox II
- Avia BH-21 (39 ex.)
- Renard R-31 (34 ex.)
- Hawker Hunter
- Lockheed F-104 Starfighter (101 ex.)
- Dassault Mirage III
- Dassault Mirage 5BA/BR/BD (62/23/15 ex.)
- General Dynamics F-16